# Chris Lightcap
Chris Lightcap  (Latrobe (Pennsylvania), 23 april 1971) is een Amerikaanse contrabassist, basgitarist en componist in de jazz.

## Biografie
Lightcap groeide op in Westmoreland County. Hij is sinds het midden van de jaren negentig actief in Brooklyn, New York, hij werkte samen met onder meer Anthony Braxton, Cecil Taylor, Marc Ribot, Regina Carter, Craig Taborn, John Medeski, Tomasz Stanko, John Scofield, The Swell Season, Mark Turner, Chris Potter, Glen Hansard, Sheila Jordan, James Carter, Butch Morris, Ben Monder en Tom Harrell. Hij speelde mee op meer dan 70 albums.
In 1996 speelde hij met Lisa Parrott en Heinrich Köbberling in het trio PLK, de groep nam een plaat op, Bab Bab. Hij speelde mee op een album van Rob Brown en werkte met de saxofonist in een trio van Whit Dickey. Hij speelde in het kwartet van Joe Morris en in de groep van Michaël Attias. Naast zijn werk als sideman heeft hij sinds 2000 verschillende bands geleid en een aantal goed ontvangen albums gemaakt met eigen composities. Lightcap's eerste twee platen als leider, Lay-Up (2000) en Bigmouth (2003) (beiden uitgekomen op Fresh Sound New Talent) nam hij op met een kwartet met Gerald Cleaver op drums en de tenorsaxofonisten Tony Malaby en Bill McHenry. Twee jaar later breidde hij de groep uit en noemde de band Bigmouth, hierin speelden naast Malaby en Cleaver tevens Craig Taborn en Chris Cheek. Met Bigmouth maakte hij twee platen voor Clean Feed Records. Deluxe (2010), met gast-saxofonist Andrew D'Angelo, werd door bladen als The Wall Street Journal ("superb") , The New York Times, NPR, Village Voice en Jazz Times lovend gerecenseerd.
In 2011 kreeg hij een schenking (grant) van Chamber Music America. Het resultaat hiervan, Lost and Found. werd door Bigmouth opgevoerd op Earshot Jazz van 2012 en uitgezonden op NPR (in de show Jazzset with Dee Dee Bridgewater). Uiteindelijk kwam de compositie ook terecht op Epicenter, naast een cover van The Velvet Underground's "All Tomorrow's Parties".

Volgens de jazzauteurs Richard Cook en Brian Morton weerspiegelt Lightcap's gebruik van twee saxofonisten de invloed van de pianoloze groep van Ornette Coleman uit de jaren zestig.

## Discografie

### Als leider
| Jaar verschijnen | Titel     | Label               | Bezetting                                                                      |
| ---------------- | --------- | ------------------- | ------------------------------------------------------------------------------ |
| 2015             | Epicenter | Clean Feed Records  | Bigmouth, met Tony Malaby, Chris Cheek, Craig Taborn en Gerald Cleaver (drums) |
| 2010             | Deluxe    | Clean Feed Records  | Bigmouth, met als gast Andrew D'Angelo (altssaxofoon)                          |
| 2003             | Bigmouth  | Fresh Sound Records | Kwartet met Tony Malaby, Bill McHenry en Gerald Cleaver                        |
| 2000             | Lay-Up    | Fresh Sound Records | Kwartet, met Tony Malaby, Bill McHenry en Gerald Cleaver                       |